# Kayabí
Kayabí (Kayabi, Kaiabi, Kajabi, Kayaby, Caiabi, Cajabi), pleme američkih Indijanaca porodice Tupi-Guarani, naseljeno na području parka Xingú i južnom dijelu države Pará. Mnoga sela nalaze im se na rijekama Pires River i Tatui. Jezik (kayabi) pripada skupini Kayabi-Arawete a govori ga 800 ljudi (1994 SIL).
Pleme je poznato po običaju tetoviranja tijela i lica.

## Vanjske poveznice
- Kaiabi